# Otto Bergmeister

Professor Otto Bergmeister

Otto Bergmeister (* 15. Februar 1845 in Silz, Tirol; † 3. Oktober 1918 in Wien) war ein österreichischer Chirurg und Augenarzt.

## Leben
Er wurde am 15. Februar 1845 als Sohn des Landgericht-Amtsverwalters Johann Anton Bergmeister und der Friederike geb. Pircher in Silz geboren. Nach Absolvierung des Gymnasiums in Innsbruck studierte er an der Wiener Universität, wo er 1870 zum Doktor der Medizin und Chirurgie promovierte. Er war zunächst Schüler und später Assistent von Professor Ferdinand von Arlt.
1874 habilitierte sich Bergmeister im Fach Augenheilkunde. Ab dem Sommersemester 1877 wirkte er als Privatdozent an der Universität Wien, wo er den Auszubildenden in fünfwöchigen Kursen die Diagnostik der Augenheilkunde näherbrachte und theoretisch-praktischen Unterricht in der operativen Augenheilkunde erteilte. 1892 wurde er Extraordinarius an der Universität Wien. Ein Jahr später wurde ihm die Primarstelle an der augenärztlichen Abteilung der Rudolfstiftung übertragen. Otto Bergmeister war ein ausgezeichneter Arzt, der von vielen Augenleidenden konsultiert wurde. Zu seinen bekanntesten Patienten zählten der Wiener Bürgermeister Karl Lueger, der Volksschriftstellers Wilhelm Wiesberg und der Geograph Friedrich Simony, bei dem er im Alter von 80 Jahren noch eine Staroperation durchführte.
Im Februar 1914 wurde Bergmeister von einem Patienten beim Zivillandesgericht Wien auf Schadenersatz und Leistung einer lebenslänglichen Rente geklagt. Der Kläger behauptete, durch die Vornahme einer Operation, die Rudolf Bergmeister als Hospitant auf der Station seines Vaters durchgeführt hatte, sein linkes Auge verloren zu haben. Professor Bergmeister war mitangeklagt, weil er als Leiter der Klinik die Nachbehandlung der Operation, die in seiner Urlaubszeit durchgeführt worden war, nicht überwacht habe. Die Klage wurde, nachdem sie alle Instanzen durchlaufen hatte, abgewiesen, da ein ursächlicher Zusammenhang zwischen dem Verlust des Augenlichtes und der Operation nicht festzustellen war.
Anlässlich seiner Versetzung in den Ruhestand im Mai 1916 wurde Otto Bergmeister mit dem Hofratstitel ausgezeichnet. Seine Abteilung im Rudolfspital gedachte er noch für die Dauer des Krieges weiterzuleiten, jedoch wurde dieser Plan durch einen Schlaganfall jäh zunichtegemacht.

## Wissenschaftliche Leistung
Bergmeisters Interesse gehörte dem gesamten Bereich der Augenerkrankungen, ganz besonders widmete er sich der Entwicklungsgeschichte des Auges sowie den Augenentzündungen und Augeninfektionen. Er verfasste mehrere wissenschaftliche Arbeiten, unter anderem eine Abhandlung über „Intoxikationsamblyopien“ (Schwachsichtigkeit durch Einwirkung von toxischen Substanzen). Seine Bearbeitung des von Max Tetzer verfassten Kompendiums der Augenheilkunde und die Beiträge in den Jahresberichten der niederösterreichischen Landesblindenanstalt in Purkersdorf fanden weite Verbreitung.
Neben seiner wissenschaftlichen und ärztlichen Tätigkeit hat sich Bergmeister als Präsident der Witwen- und Waisensozietät des Wiener medizinischen Doktorenkollegiums
und als Sekretär der Gesellschaft der Ärzte in Wien Verdienste erworben.